# Oakland Alameda Coliseum
Oakland Alameda Coliseum – stadion wielofunkcyjny w Oakland w stanie Kalifornia, na którym odbywają się mecze baseballowe i futbolu amerykańskiego. Swoje mecze w roli gospodarza rozgrywa na nim zespół Oakland Athletics (MLB). Arena MLB All-Star Game w 1987.
Budowę obiektu rozpoczęto w 1962, a do użytku oddano go w 1966 roku. Pierwszy mecz rozegrali na nim futboliści Oakland Raiders 18 września 1966, a przeciwnikiem był zespół Kansas City Chiefs. Po zakończeniu sezonu 1967 właściciel baseballowej drużyny Kansas City Atletics Charlie Finley postanowił przenieść siedzibę klubu do Oakland. 17 kwietnia 1968 roku miał miejsce inauguracyjny mecz Athletics na O.co Coliseum, który pierwotnie nosił nazwę Oakland–Alameda County Coliseum. Z kolei futboliści drużyny Riders w 1982 roku przenieśli się do Los Angeles.
W połowie lat dziewięćdziesiątych XX wieku stadion przeszedł renowację, której koszt wyniósł 200 milionów dolarów. Powstała wówczas nowa trybuna, oferująca lepsze warunki do oglądania spotkań futbolu amerykańskiego. Dzięki modernizacji na obiekt powrócił zespół Riders. W sezonach 2008 i 2009 z obiektu korzystał także zespół San Jose Earthquakes z MLS. Na stadionie odbywały się również koncerty (między innymi The Rolling Stones, Led Zeppelin, Scorpions, Iron Maiden, Van Halen, Madonny i *NSYNC). W 2020 roku futboliści Oakland Riders ponownie wyprowadzili się ze stadionu, tym razem do Las Vegas, gdzie grają na nowym Allegiant Stadium.

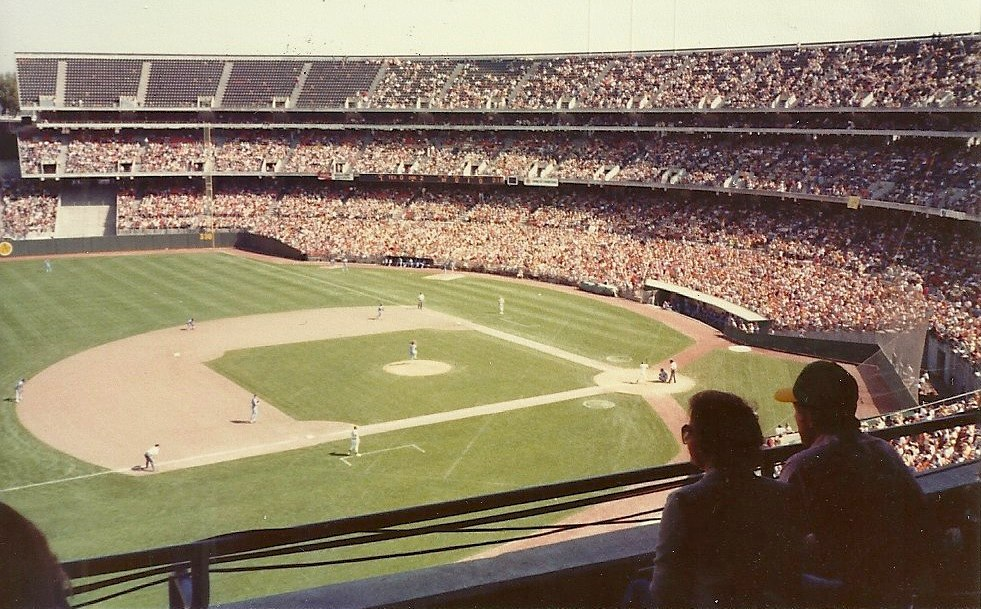
Coliseum w 1980 roku.
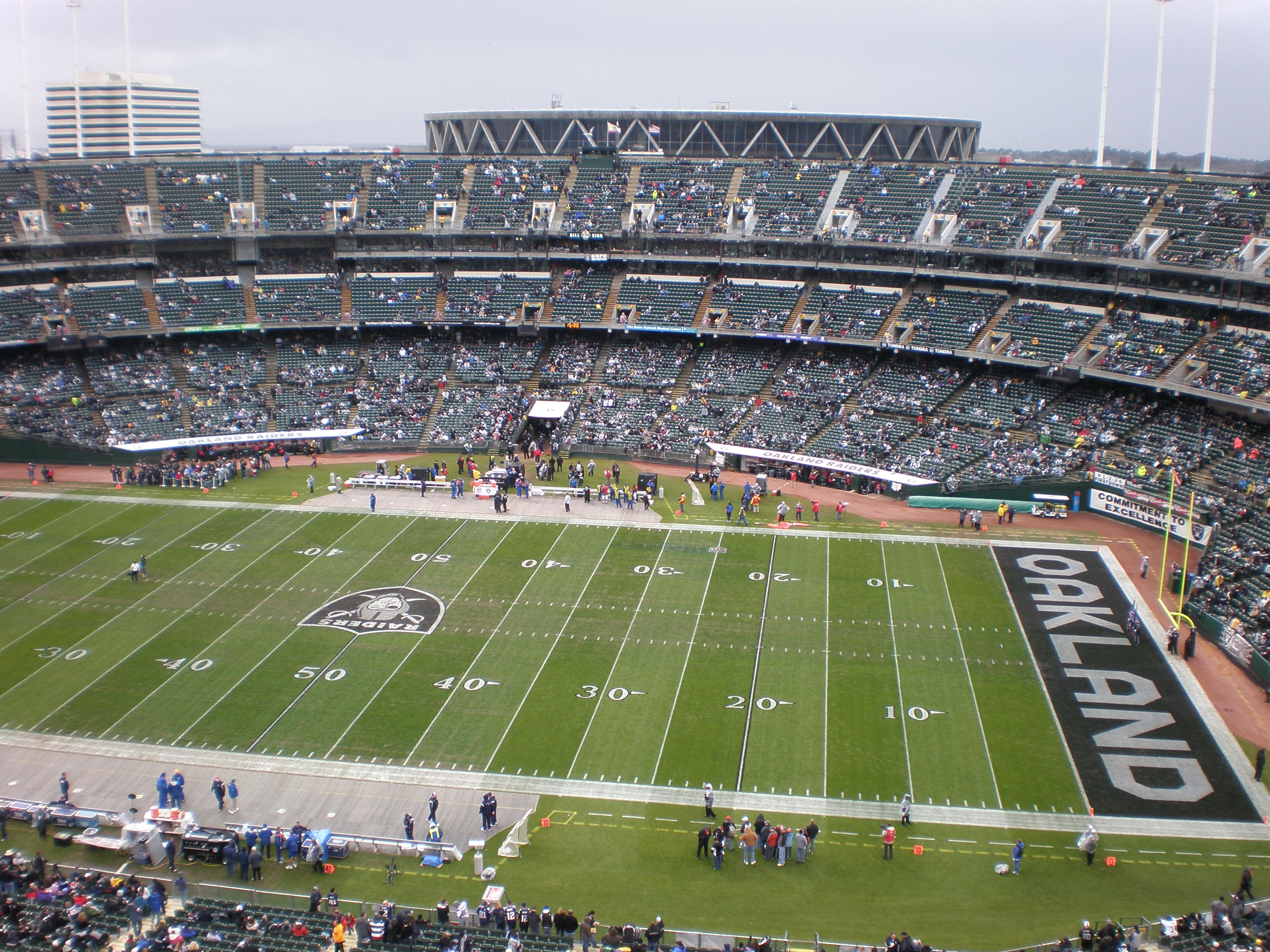
Coliseum przygotowany do meczu futbolu amerykańskiego.